# Panasonic Lumix DMC-FZ8
Panasonic Lumix DMC-FZ8 — псевдозеркальный цифровой фотоаппарат-ультразум компании Panasonic, работающий по принципу «навёл и снял». Ориентирован на фотолюбителей.

## Описание
Фотоаппарат имеет цифровую CCD-матрицу с разрешением 7.2 мегапикселя (максимальное разрешение снимка — 3072x2304).
DMC-FZ8 оборудован несъёмным объективом Leica DC Vario-Elmarit с оптическим стабилизатором и эквивалентным диапазоном фокусных расстояний 36 — 432 мм (обеспечивает увеличение в 12 раз). Наибольшие диафрагмы: F2.8 — F3.3.
Камера поддерживает сохранение снимков в форматы JPEG и Raw. Запись файла RAW занимает приблизительно три секунды. Имеется возможность записи видео формата MJPEG (30 кадров в секунду, разрешение до 848x480 пикселей).